# Кортеолона и Дженцоне
Кортеоло̀на и Дженцо̀не (на италиански: Corteolona e Genzone, на местен диалект: Curtlona e Genson, Куртлона и Дженсон) е община в Северна Италия, провинция Павия, регион Ломбардия. Административен център на общината е село Кортеолона, което е разположено на 71 m надморска височина. Населението на общината е 2576 души (към 2010 г.).
Общината е създадена в 1 януари 2016 г. Тя се състои от двете предшестващи общини Кортеолона и Дженцоне, които сега са най-важните центрове на общината.